# Edward de veroveraar
Edward de veroveraar (oorspronkelijke Engelstalige titel: Edward the Conqueror) is een kort verhaal van Roald Dahl. 
Het verscheen voor het eerst op 31 oktober 1953, in The New Yorker. Daarna is het opgenomen in meerdere verhalenbundels, waaronder Kiss Kis (1960). In 1979 is het verfilmd als een van de afleveringen van seizoen 1 van de televisieserie Tales of the Unexpected, waarbij het einde iets is aangepast.

## Verhaal
Terwijl Edward en Louise, een echtpaar van middelbare leeftijd, in hun tuin de herfstbladeren aan het verbranden zijn, is er ineens een grijze kat bij hen die kennelijk ergens anders is weggelopen en verdwaald. De kat weigert weer weg te gaan. Edward, die niets van het dier moet hebben, kondigt aan dat hij binnenkort de politie zal inschakelen om de kat op te halen. Louise is daarentegen juist erg gecharmeerd van de kat. Dit wordt nog sterker als het dier, terwijl ze pianospeelt, naast haar op de bank komt zitten en perfect harmonieus op de muziek meebeweegt. De kat lijkt ook van de muziek van precies dezelfde componisten als zijzelf te houden: Vivaldi, Schumann, Liszt en Brahms. Louise begint te geloven dat de kat een reïncarnatie van Liszt zelf moet zijn, omdat het dier ook op precies dezelfde plek in zijn gezicht wratten heeft waar Liszt die had. Bovendien lijkt de kat een hekel te hebben aan hetzelfde muziekstukje van Chopin waar Liszt ook een afkeer van had. Ze besluit de kat nu Liszt te noemen.  
Louise begint te fantaseren over een grote muzikale carrière die ze samen de kat zou kunnen maken. Edward krijgt er intussen steeds meer genoeg van en waarschuwt Louise dat als ze op deze manier doorgaat, ze straks door iedereen voor gek zullen worden versleten.
Louise gaat de keuken in om een maaltijd voor de kat te maken. Als ze even later weer naar buiten komt, is de kat ineens nergens meer te bekennen. In de tuin is het vuur net weer opgelaaid en er is veel zwarte rook te zien. Dan ziet ze Edward, die plotseling enorme halen van zijn pols tot zijn knokkels blijkt te hebben. Edward zegt tegen Louise dat hij zich zojuist heeft bezeerd aan de doorns. Louise snapt echter wat hij met de kat heeft gedaan en ze krijgt een enorme hysterische aanval. 